# 世界是Summer Party
「世界是Summer Party」（世界は サマー・パーティ）是日本的女子偶像歌手真野惠里菜的第3张单曲。2009年7月29日由hachama发售。

## 概要
- 此單曲有4個版本，分別有「初回生産限定盤A - C」和「CD ONLY」。「初回生産限定盤A - B」收錄了「世界是Summer Party」的PV。
- 在8月10日於公信榜单曲週排行榜取得第10位。

## 收錄内容

### CD（初回生産限定盤A - C、CD ONLY）
1. 世界是Summer Party
（作詞：三浦徳子 作曲：KAN 編曲：佐々倉有吾）
2. 茉莉花茶（ジャスミンティー）
（作詞：三浦徳子 作曲：KAN 編曲：小西貴雄）
3. 世界是Summer Party(Instrumental)

### DVD（初回生産限定盤A）
1. 世界是Summer Party（Piano Ver.）

### DVD（初回生産限定盤B）
1. 世界是Summer Party（Live Ver.）